# 廣深公路
广深公路也称广九公路，是中华人民共和国的 107国道（京深线、北深线）最后一段，连接广州至深圳，并通过文锦渡口岸连接至香港。
西起广州市黄埔区大沙地，连接中山大道，途径增城市新塘镇、东莞市、深圳市宝安区、福田区，是连接广州至东莞、深圳的陆路交通要道。1938年为阻止日本侵华曾全面破坏，1949年底恢复通车，后经多次平整、扩宽，1985年，本路编入 107国道北（京）深（圳）线，目前已部分转型为快速化道路。

## 广州段
广州段全长23公里。
广州市区至黄埔路段原为中山公路，1925年由省港大罢工时成立的罢工筑路委员会组织罢工工人修筑，黄埔至东莞交界处段始建于1934年，由商人投资及沿线村民赈工修建通车。原称广虎公路，长6.4公里。通车时路基只有4米~5米。民国27年为阻止日本军队的进攻，当地政府曾组织民众破坏了此段道路。抗战胜利后简易修复通车。新中国成立后，于1954年全面修复通车，后铺筑了沥青路面。1981年由广东省交通厅投资，将本路改建为一级公路。1984年第一次改建竣工。此后在1990年及后续多次扩建至今天规模。
广州市区至黄埔港湾路路口为中山大道、黄埔港湾路路口至黄埔与增城新塘镇交界的康南路口为黄埔东路、黄埔与增城交界的康南路口至穗莞界的江南大桥的广深公路增城段又叫广深大道。

## 东莞段
东莞至深圳段1929年至1934年间建成通车，而江南大桥经莞城至虎门太平段原为广虎公路，1934年间建成通车。日军侵华后损毁严重，1961年7月才修复通车。1962年，广虎公路与宝太公路合并称广深公路，在本路于1985年编入107国道时，是东莞市内第一条国道，初期路段依次为现今的莞穗路、莞太路、太安路，其路廊大致可追溯至清朝时期修建的东莞—新安县的古驿道东莞虎门——长安一段。1931年改造成公路，当时虎门太平以南路段称作宝太公路（因其终点至宝安县城而得名），早期路面均为双向单车道碎石路，1983年进行部分改道，并改造为双向两车道沥青路面。1984年9月28日，跨东江的江南大桥落成，终结了来往广州长期依赖公路渡口的历史。1993年，拓宽至六车道，全部铺设混凝土路面。1994年，两边加4米人行道、1.5米花池。在1999年的道路改造中，107国道改道至现在的路段；莞太路降为省道，为 256省道一部分，太安路之后为 358省道一部分，在2017年广东省公路网规划里则划入 228国道东莞虎门段。

### 现今分段情况

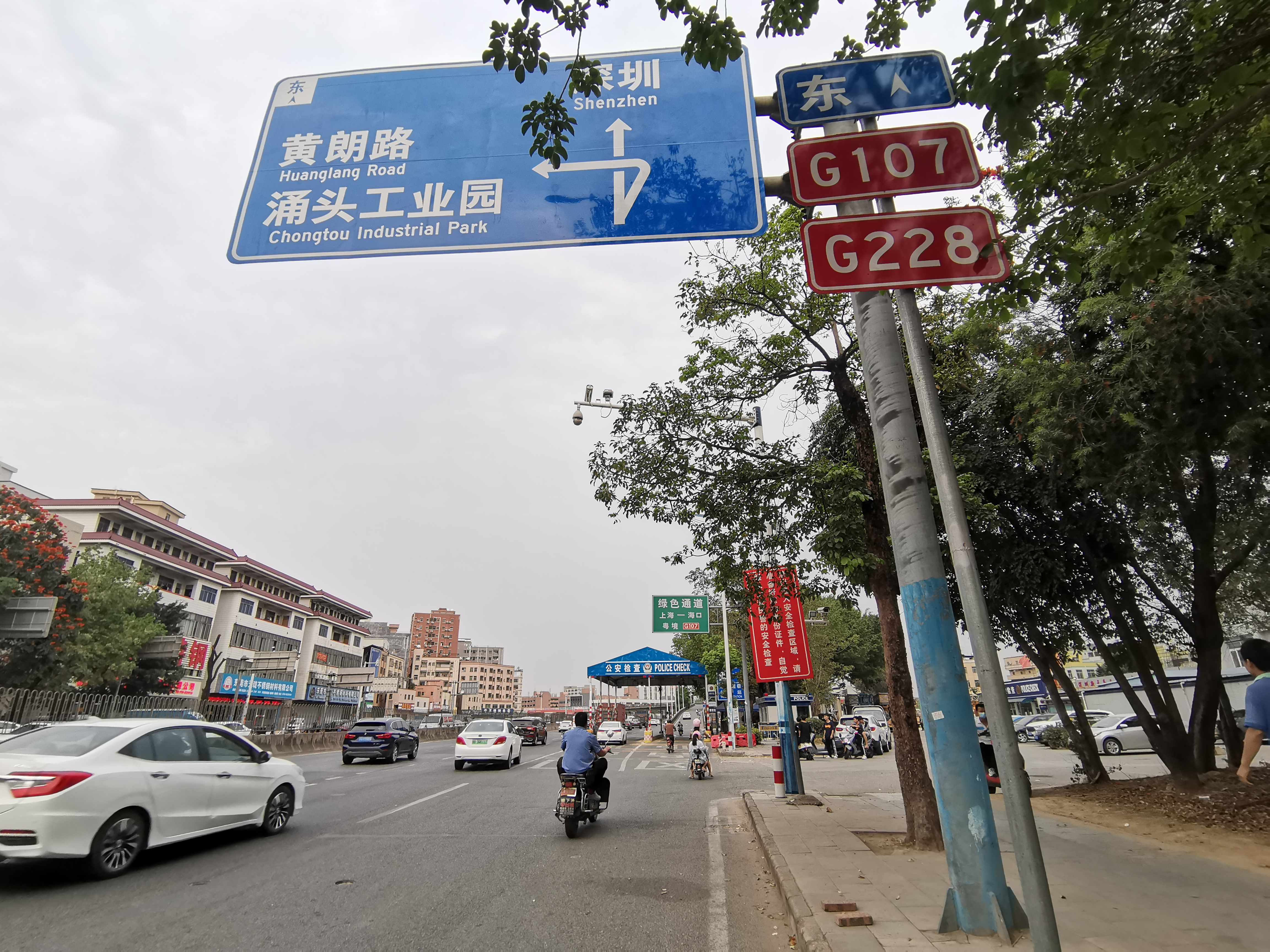
东莞长安深莞界路段附近，此时与共线

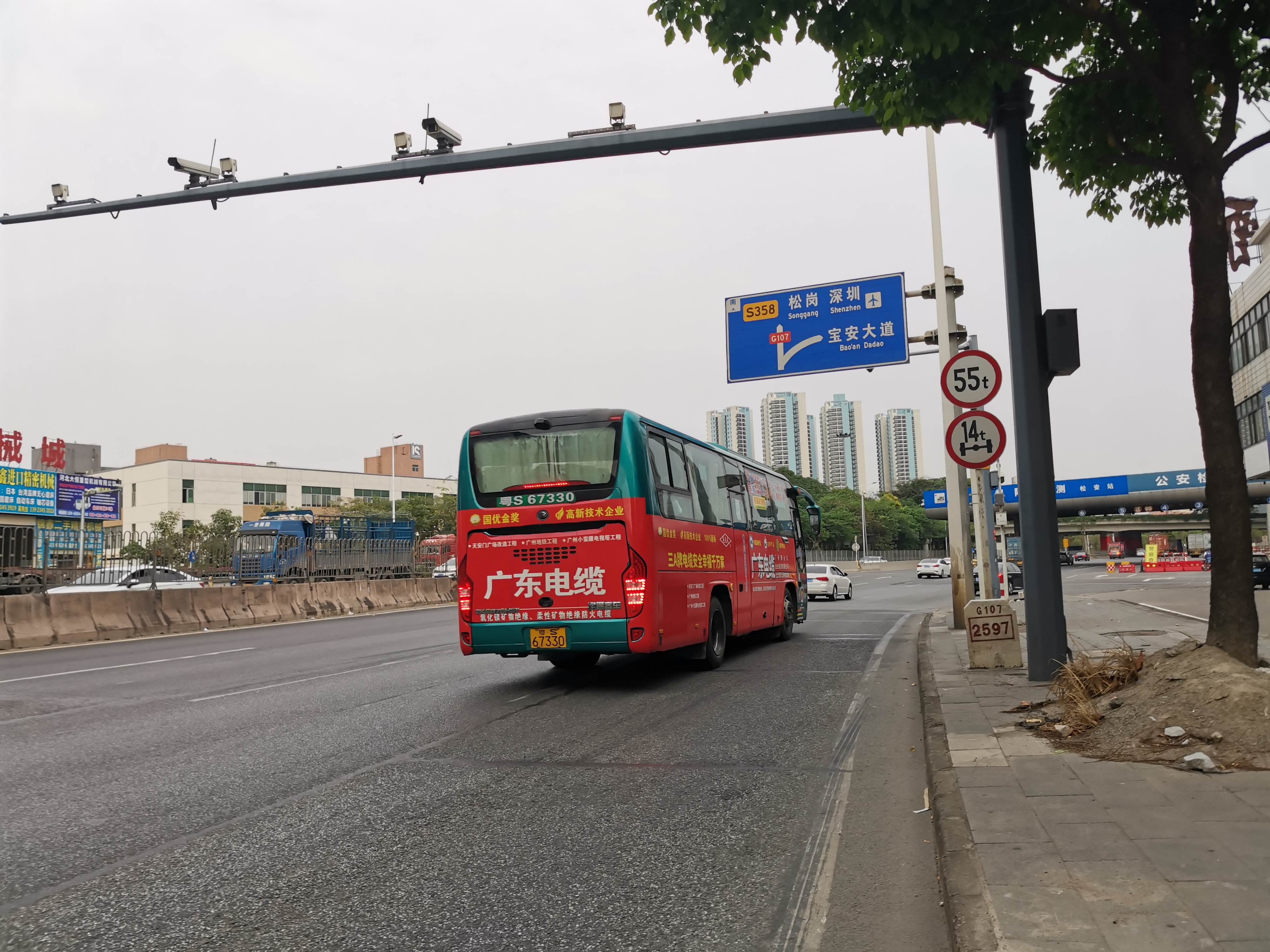
2597公里里程碑，位于东莞莞长路黄郎二桥附近

穗莞界的江南大桥至东莞万江街道蓬庙大桥为莞穗路、之后在东莞市中心区依次为金鳌路、宏远路、三元路、长泰路，而在长泰路东端起止点长泰莞长路口至长安镇与深圳松岗界塘下涌立交的广深公路路段为“莞长路”

### 途经主要地点

#### 现路段
中堂镇——万江街道——南城街道——东城街道——大岭山镇——长安镇

##### 过去编入路段
中堂镇——万江街道——莞城街道（可园）——南城街道——厚街镇——虎门镇——长安镇

## 深圳段

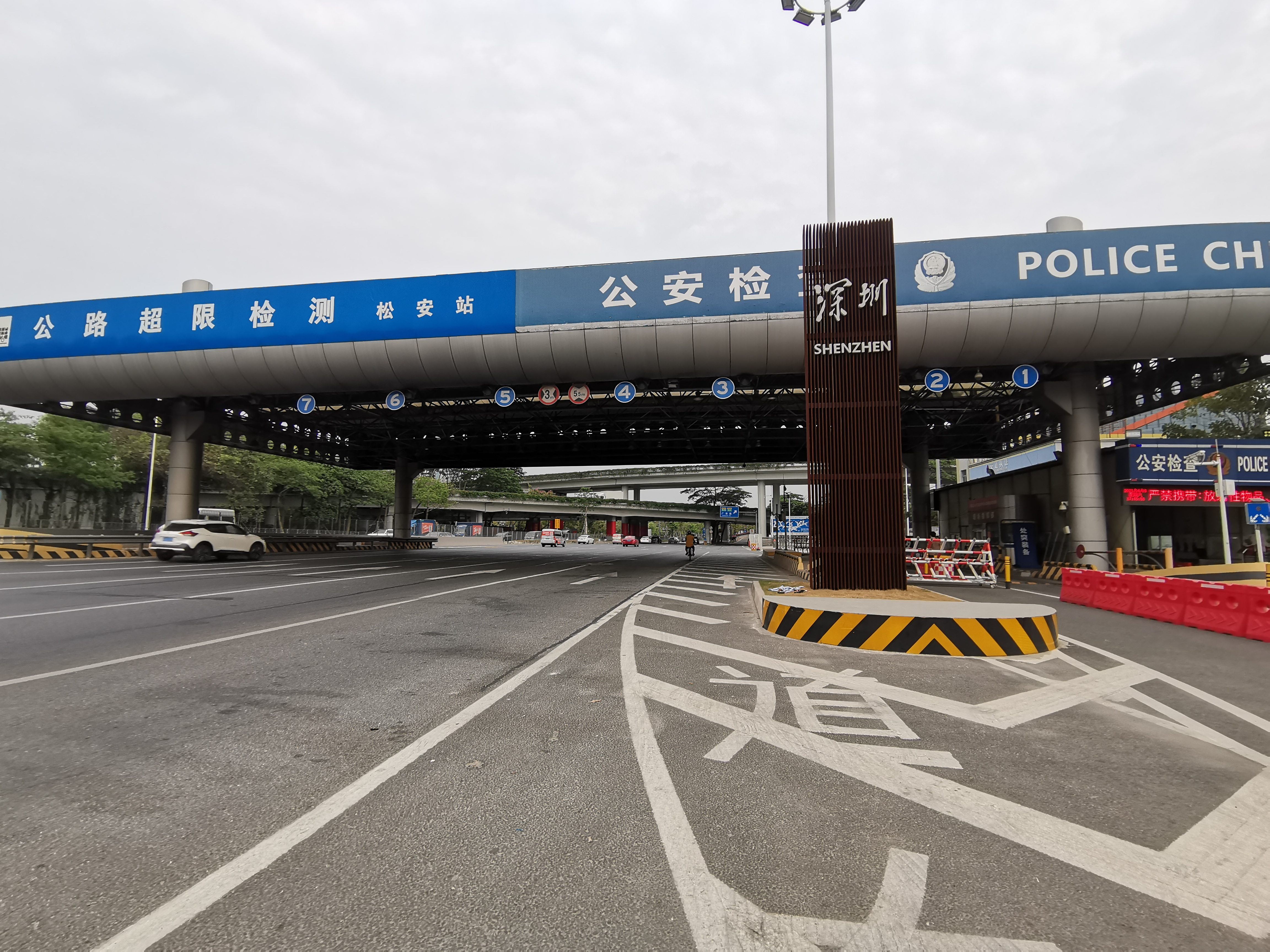
松岗塘下涌检查站，由此进入深圳

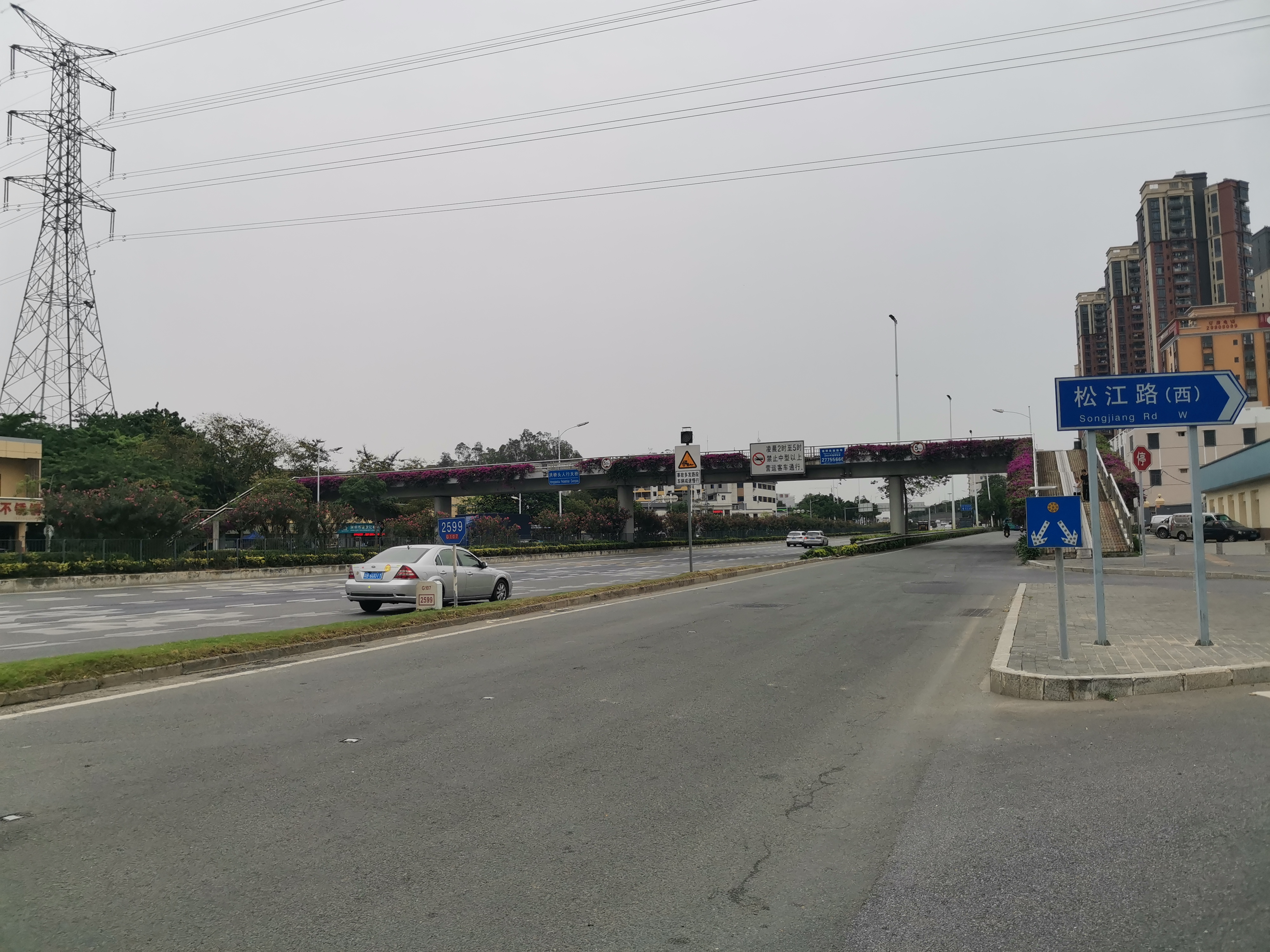
2599公里里程碑，位于宝安松岗松江路路口

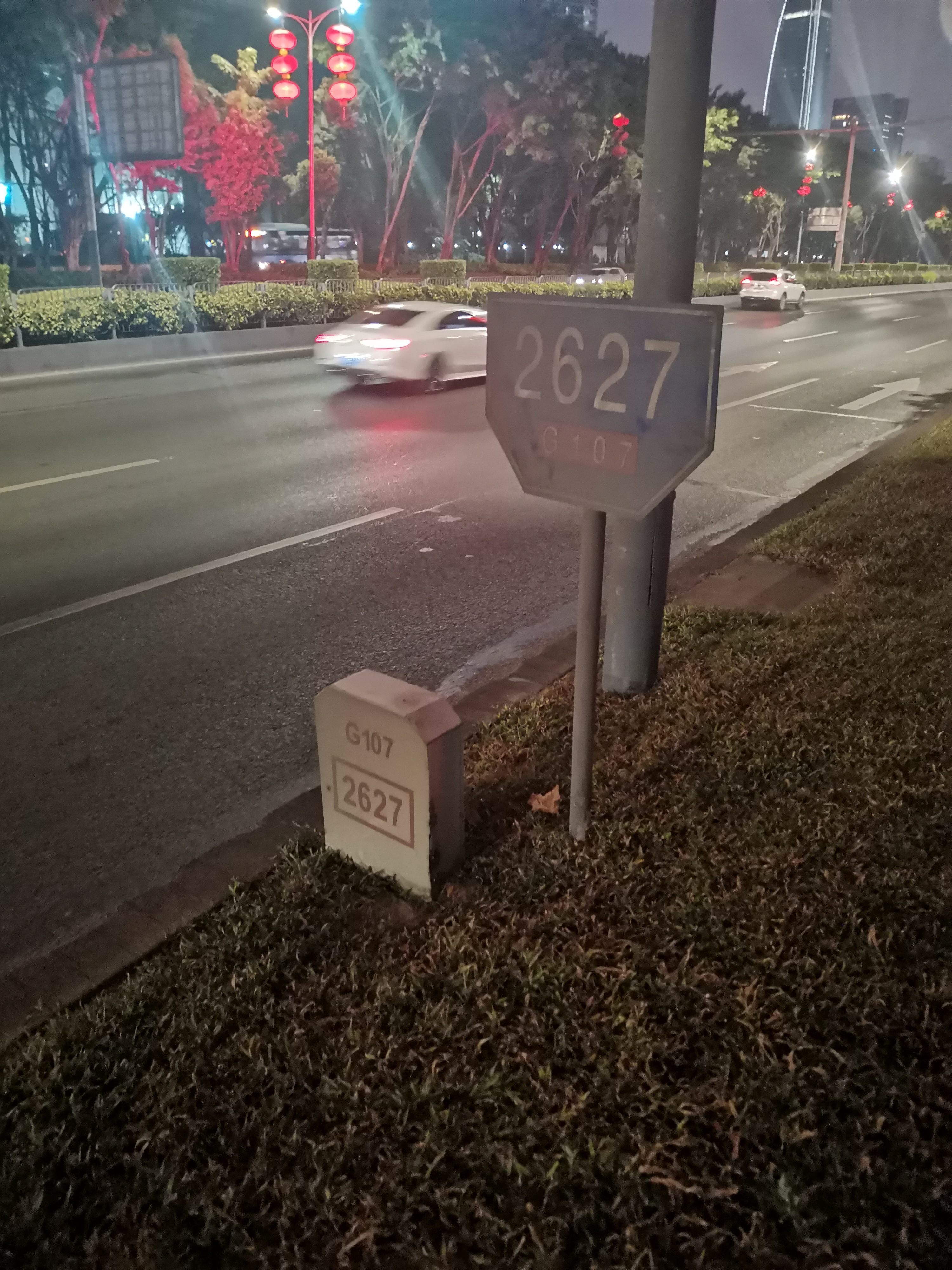
107国道2627千米里程碑，位于本路宝安交通运输局附近

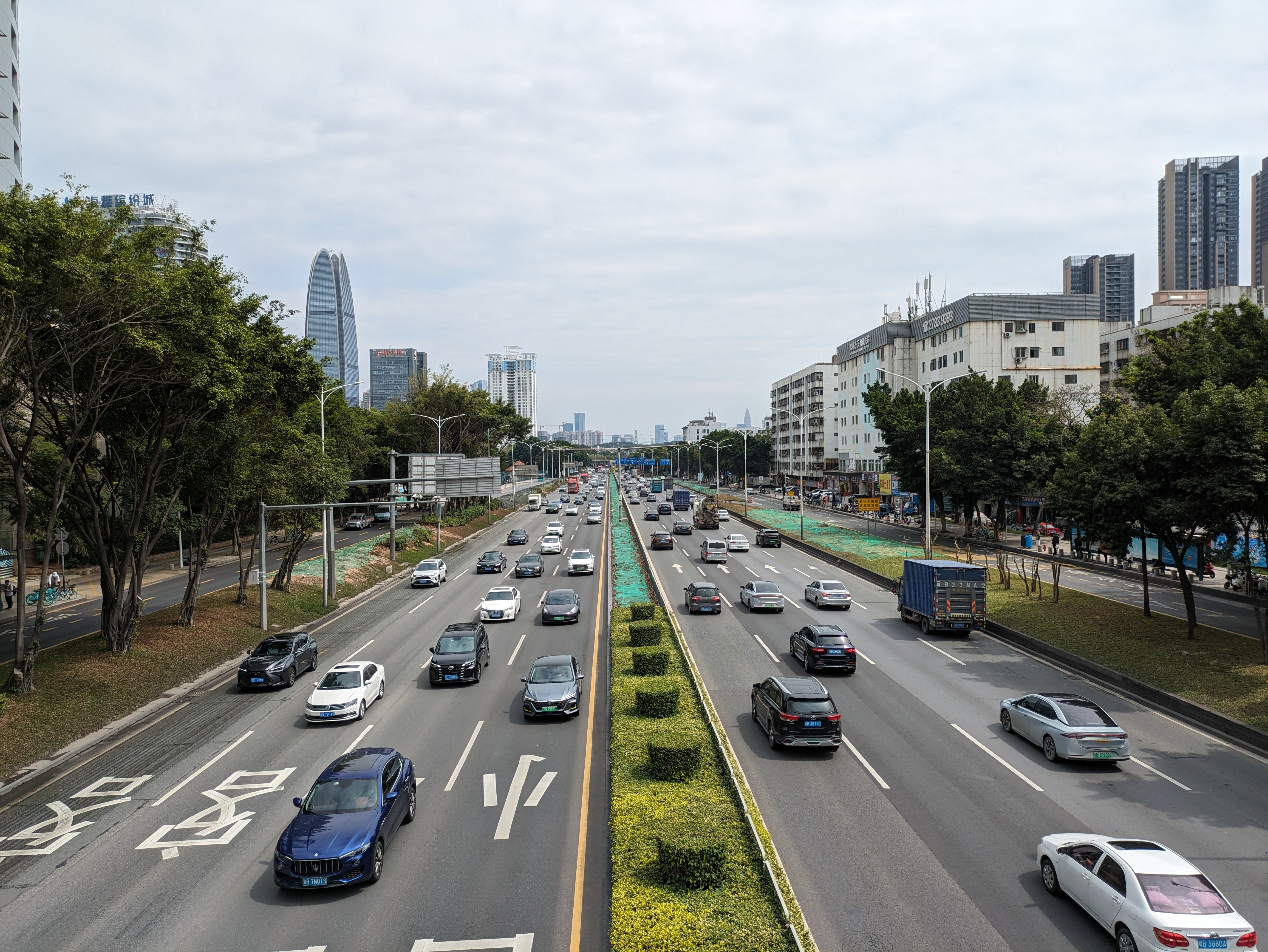
宝安区路段

由宝安区松岗入境，经西乡、福永至南头检查站进入原特区范围，后沿北环大道穿过南山区、福田区北部，终止于深圳汽车站（位于银湖）。全線興建不少立交，實現無燈號，主道快速化。
路廊大致可追溯至清朝时期修建的东莞—新安县的古驿道宝安县段。1931年改造成公路，当时称作宝太公路,早期路面均为双向单车道碎石路,1981年进行改造成水泥道路，后经过几次改造，实现快速化。

### 现今分段情况
松岗—南头深南北环立交（原，南头检查站）之间仍称广深公路（又叫G107宝安段），南头至文锦渡口岸间路段依次为北环大道、泥岗路、布心路、爱国路、文锦南路。
另外，在北环大道未通车之前，著名的深南大道的前身——深南公路是广深公路的最后一段。

### 主干道沿线主要出口

#### 松岗至南头段
| 地区                                                                                         | 里程 | 类型   | 名称         | 连接                                               | 说明                     |
| -------------------------------------------------------------------------------------------- | ---- | ------ | ------------ | -------------------------------------------------- | ------------------------ |
| 莞深界                                                                                       |      | 地界   | 黄郎二桥     | 莞长路                                             | 107国道， 228国道共线段  |
| 深圳市宝安区                                                                                 |      | 枢纽   | 塘下涌立交   | 宝安大道 广田路                                    | 107国道， 228国道共线段  |
| 深圳市宝安区                                                                                 |      | 枢纽   | 松福107立交  | 松福大道                                           | 107国道， 228国道共线段  |
| 深圳市宝安区                                                                                 |      | 枢纽   | 沙江立交     | 沙江路                                             | 107国道， 228国道共线段  |
| 深圳市宝安区                                                                                 |      | 出入口 | 松岗         | 松白路 环城路 松河南路                             | 107国道， 228国道共线段  |
| 深圳市宝安区                                                                                 |      | 出入口 | 楼岗         | 楼岗大道（仅北行） 松芳路（仅南行）                |                          |
| 深圳市宝安区                                                                                 |      | 出入口 | 东方立交     | 东方大道 长浩路 东方一路                           |                          |
| 深圳市宝安区                                                                                 |      | 出入口 | 松裕路出口   | 松裕路                                             |                          |
| 深圳市宝安区                                                                                 |      | 出入口 | 潭头出口     | 潭头西路（仅南行） 潭头东路（仅北行）              |                          |
| 深圳市宝安区                                                                                 |      | 枢纽   | 芙蓉立交     | 芙蓉路                                             |                          |
| 深圳市宝安区                                                                                 |      | 出入口 | 新和出口     | 新和大道                                           |                          |
| 深圳市宝安区                                                                                 |      | 枢纽   | 新桥立交     | 广深高速公路 松岗大道 新玉路 沙井北环路 沙井东环路 |                          |
| 深圳市宝安区                                                                                 |      | 枢纽   | 沙井立交     | 新沙路                                             | 沙井中心客运站           |
| 深圳市宝安区                                                                                 |      | 枢纽   | 南环立交     | 沙井南环路                                         |                          |
| 深圳市宝安区                                                                                 |      | 枢纽   | 凤凰立交     | 凤凰山大道 岭下路                                  |                          |
| 深圳市宝安区                                                                                 |      | 枢纽   | 福永立交     | 福永大道                                           |                          |
| 深圳市宝安区                                                                                 |      | 出入口 | 翠岗出口     | 翠岗东路（仅北行） 翠岗西路（仅南行）              |                          |
| 深圳市宝安区                                                                                 |      | 枢纽   | 水浪坑立交   | 怀德南路                                           |                          |
| 深圳市宝安区                                                                                 |      | 枢纽   | 兴围立交     | 广深高速公路 机场道                                |                          |
| 深圳市宝安区                                                                                 |      | 出入口 | 黄田出口     | 凯成一路 金乡三路 凯成二路                         |                          |
| 深圳市宝安区                                                                                 |      | 枢纽   | 机场南路立交 | 广深高速公路 机荷高速公路 机场南路                 |                          |
| 深圳市宝安区                                                                                 |      | 枢纽   | 洲石立交     | 洲石公路                                           |                          |
| 深圳市宝安区                                                                                 |      | 出入口 | 航城出口     | 航城大道                                           |                          |
| 深圳市宝安区                                                                                 |      | 出入口 | 固戌出口     | 固戌一路 宝田三路                                  |                          |
| 深圳市宝安区                                                                                 |      | 枢纽   | 西乡立交     | 西乡大道                                           |                          |
| 深圳市宝安区                                                                                 |      | 枢纽   | 新安五路立交 | 新安五路                                           |                          |
| 深圳市宝安区                                                                                 |      | 枢纽   | 创业立交     | 创业路                                             | 宝安汽车站 359省道的终点 |
| 深圳市宝安区                                                                                 |      | 枢纽   | 新安立交     | 新安一路 新安二路                                  |                          |
| 深圳市南山区                                                                                 |      | 枢纽   | 深南北环立交 | 深南大道 北环大道                                  |                          |
| 1.000 英里 = 1.609 千米；1.000 千米 = 0.621 英里 并行路段 • 已关闭／取消 • 限制进入 • 未开放 |      |        |              |                                                    |                          |

## 另見
- 广深高速公路
- 广深沿江高速公路